# Leandro Neri
Leandro Neri (Rio de Janeiro, 6 de junho de 1971) é um diretor brasileiro. 
Começou a  carreira na Rede Globo de televisão em núcleos de novelas, minisséries, programas de âncora e de auditório (gravados e ao vivo) no ano de 1991.
No ano de 1995 se tornou diretor e posteriormente diretor geral da Rede Globo de Televisão ficando a frente de vários projetos. Em 2016 decidiu alçar novos voos na carreira profissional, através do cinema dirigindo longas metragens e séries. 

## Filmografia

### Televisão
| Ano     | Título                | Função            | Notas            |
| ------- | --------------------- | ----------------- | ---------------- |
| 1992    | Você Decide           | Diretor           |                  |
| 1992    | Perigosas Peruas      | Diretor executivo |                  |
| 1995    | Malhação              | Diretor           | Temporada 1      |
| 1996    | Malhação de Verão     | Diretor           | Temporada 1      |
| 1996–97 | Malhação              | Diretor           | Temporada 2      |
| 1997    | O Amor Está no Ar     | Diretor           |                  |
| 2000    | No Limite             | Diretor           | Temporada 1      |
| 2000    | Sandy & Junior        | Diretor           |                  |
| 2000    | Laços de Família      | Diretor           |                  |
| 2001    | A Padroeira           | Diretor           |                  |
| 2003    | Agora É que São Elas  | Diretor           |                  |
| 2005    | A Lua Me Disse        | Diretor           |                  |
| 2009    | Geral.com             | Diretor           |                  |
| 2009–12 | Acampamento de Férias | Diretor           | Temporadas 1–2–3 |
| 2011    | Aquele Beijo          | Diretor           |                  |
| 2017    | Apocalipse            | Diretor           |                  |
| 2022    | Rensga Hits           | Diretor           | Temporada 1      |

### Cinema
| Ano  | Título                          | Função  |
| ---- | ------------------------------- | ------- |
| 2019 | Socorro, Virei Uma Garota!      | Diretor |
| 2020 | Carnaval                        | Diretor |
| 2023 | Uma Aventura no Zoo             | Diretor |
| 2024 | Príncipe Lu e a lenda do dragão | Diretor |
| 2024 | A Babá Operação Game Over       | Diretor |

## Teatro
| Ano     | Título                              | Função  |
| ------- | ----------------------------------- | ------- |
| 2003–04 | Confidências e Confusões Masculinas | Diretor |